# Eupithecia compressata
Eupithecia compressata là một loài bướm đêm trong họ Geometridae.